# مونتالبانو یونیکو
مونتالبانو یونیکو (به ایتالیایی: Montalbano Jonico) یک کومونه در ایتالیا است که در استان ماترا واقع شده‌است. مونتالبانو یونیکو ۱۳۶ کیلومترمربع مساحت و ۷٬۳۲۹ نفر جمعیت دارد و ۲۹۲ متر بالاتر از سطح دریا واقع شده.

## خواهرخوانده
شهر Ghiroda خواهرخواندهٔ مونتالبانو یونیکو هست.